# The Porter Garden Telescope

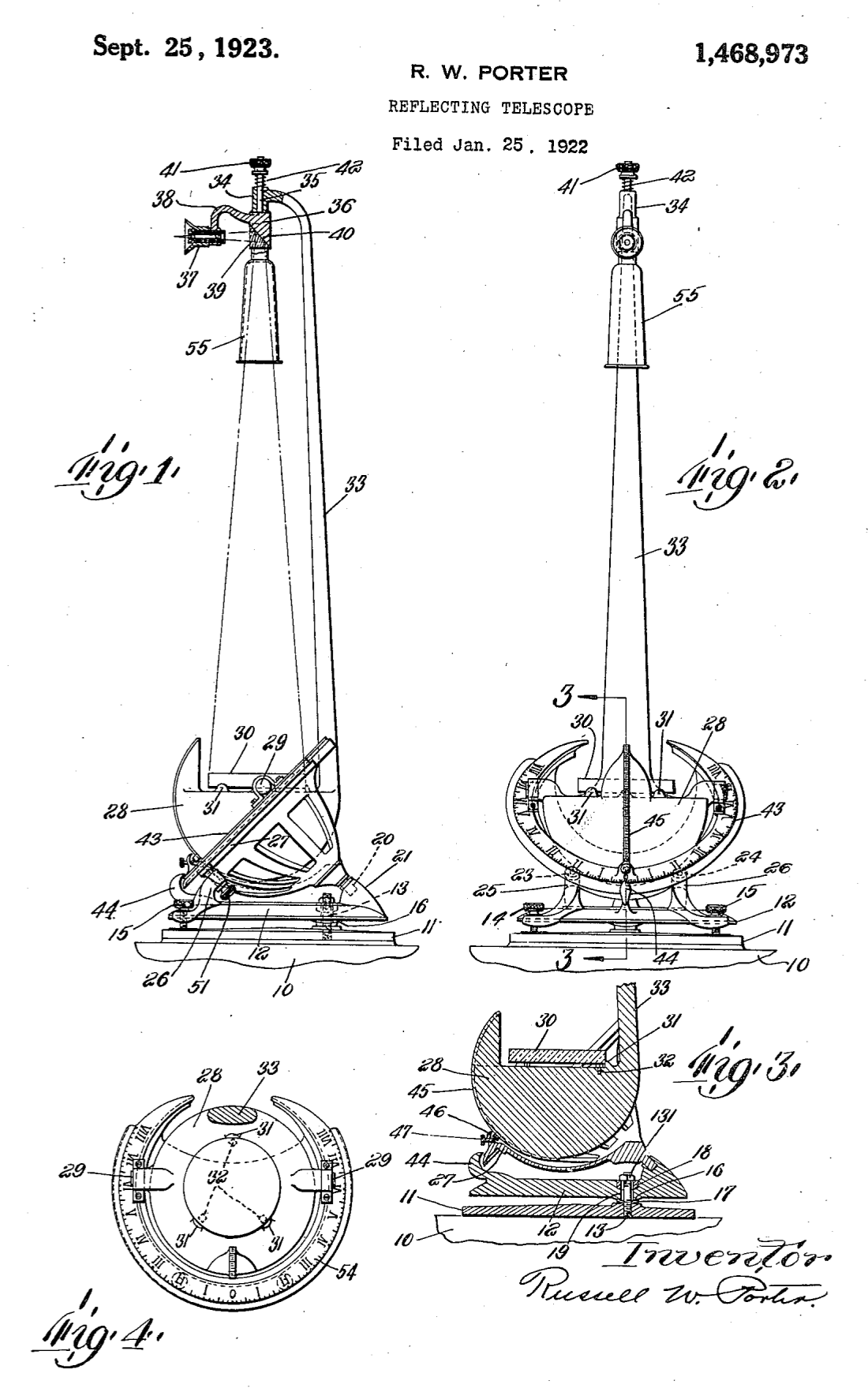
Patente US1468973 de The Porter Garden Telescope (versión telescopio reflector) por Russell W. Porter

The Porter Garden Telescope, traducible como El telescopio de jardín Porter, fue un innovador telescopio ornamental para jardín diseñado por Russell W. Porter y comercializado por Jones & Lamson Machine Company a principios de los años veinte del siglo XX en EE. UU.
Orientado a usuarios con alto poder adquisitivo, gracias a su construcción en bronce estatuario, podía ser dejado permanentemente a la intemperie para su uso como escultura y reloj solar, guardando el usuario la óptica en un estuche.
Estaba embellecido con motivos florales, con un estilo cercano al modernismo, figurando en su base los nombres de astrónomos célebres: Galileo, Kepler, y Newton.
Figuraba grabado en el elemento llamado bol, o cazo, el logo comercial "The Porter Garden Telescope", las señas del fabricante, el número de serie de fabricación, así como el número y fecha de patente.

## Características técnicas
- Material de construcción: Bronce.

- Reflector de tipo newtoniano.
- Sin tubo que envuelva la óptica.

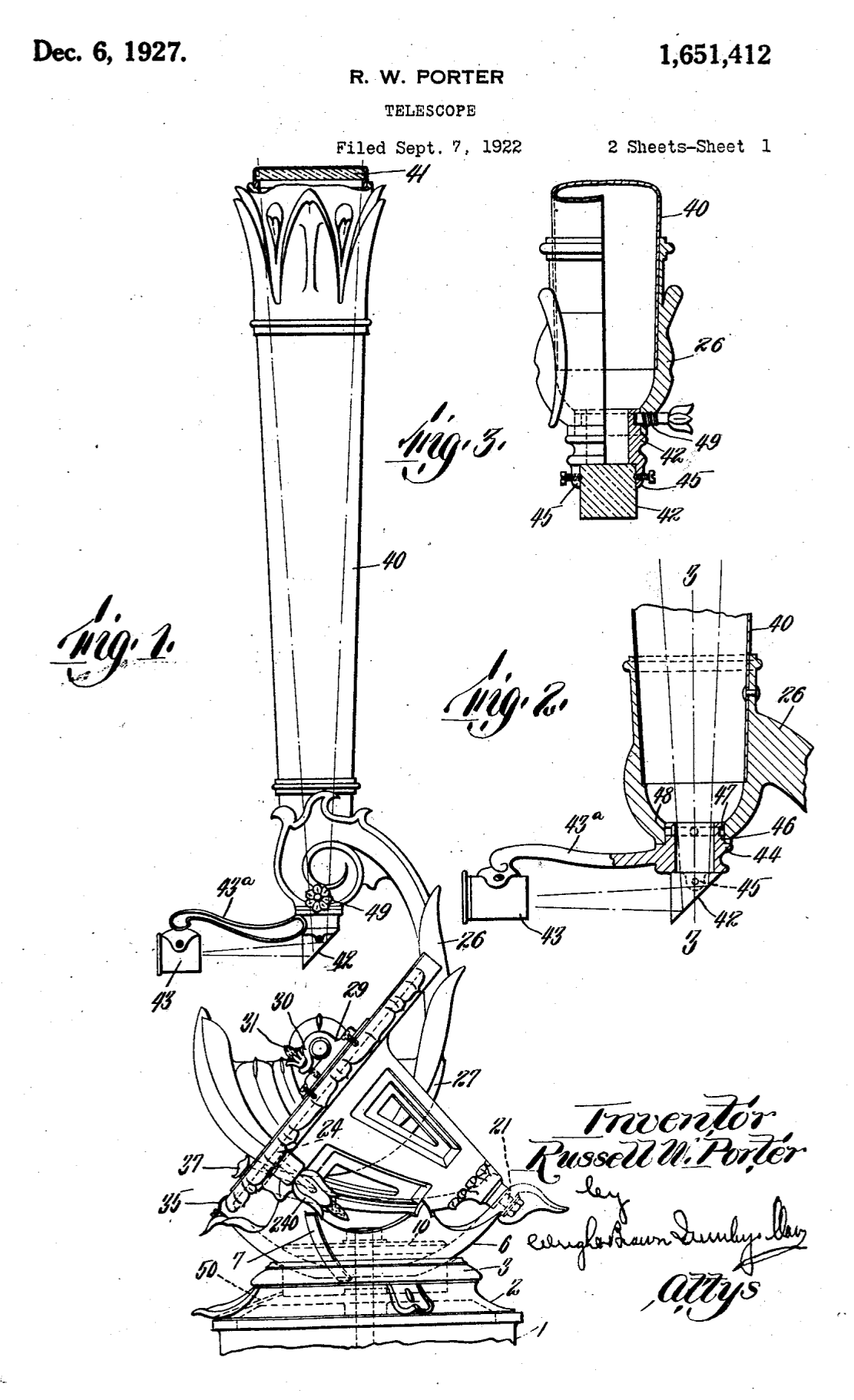
Patente US1651412 (pag.1) de The Porter Garden Telescope (versión telescopio refractor) por Russell W. Porter

- Montura: Combinación de altazimutal (uso terrestre) y ecuatorial tipo herradura (uso astronómico).[3]
- Capaz de seguir el movimiento de la posición aparente de las estrellas, cuando se usa entre las latitudes 25°-55° de ambos hemisferios norte y sur.[3][4]
- Espejo primario de 6 pulgadas (6”: aproximadamente 152mm).
- Relación focal f/4.
- Prisma de 1,5 pulgadas como elemento reflector secundario.[3]
- Oculares de serie daban aumentos de 25x, 50x y 100x.[5]
- El portaocular rotaba libremente alrededor del eje óptico, permitiendo al usuario adaptarlo a su comodidad durante la observación.
- Opcional: Ocular doble para uso simultáneo de dos usuarios.[6]

## Historia
Russell W. Porter diseño el telescopio partiendo de conceptos previos que había explorado anteriormente y siempre con la idea de simplificar y reducir al mínimo los tiempos de transporte, montaje, ajuste y desmontaje de los telescopios personales convencionales. Haciendo que pudiera estar en el exterior permanentemente consiguió optimizar el tiempo de observación. Por otra parte, convergía su anhelo por fomentar la astronomía entre los no iniciados, por lo que encontró conveniente embellecer su forma para hacerlo atractivo al público pero sin llegar a comprometer la robustez que le otorgaba el bronce y que permitía que pudieran manipularlo sin temor los usuarios noveles.

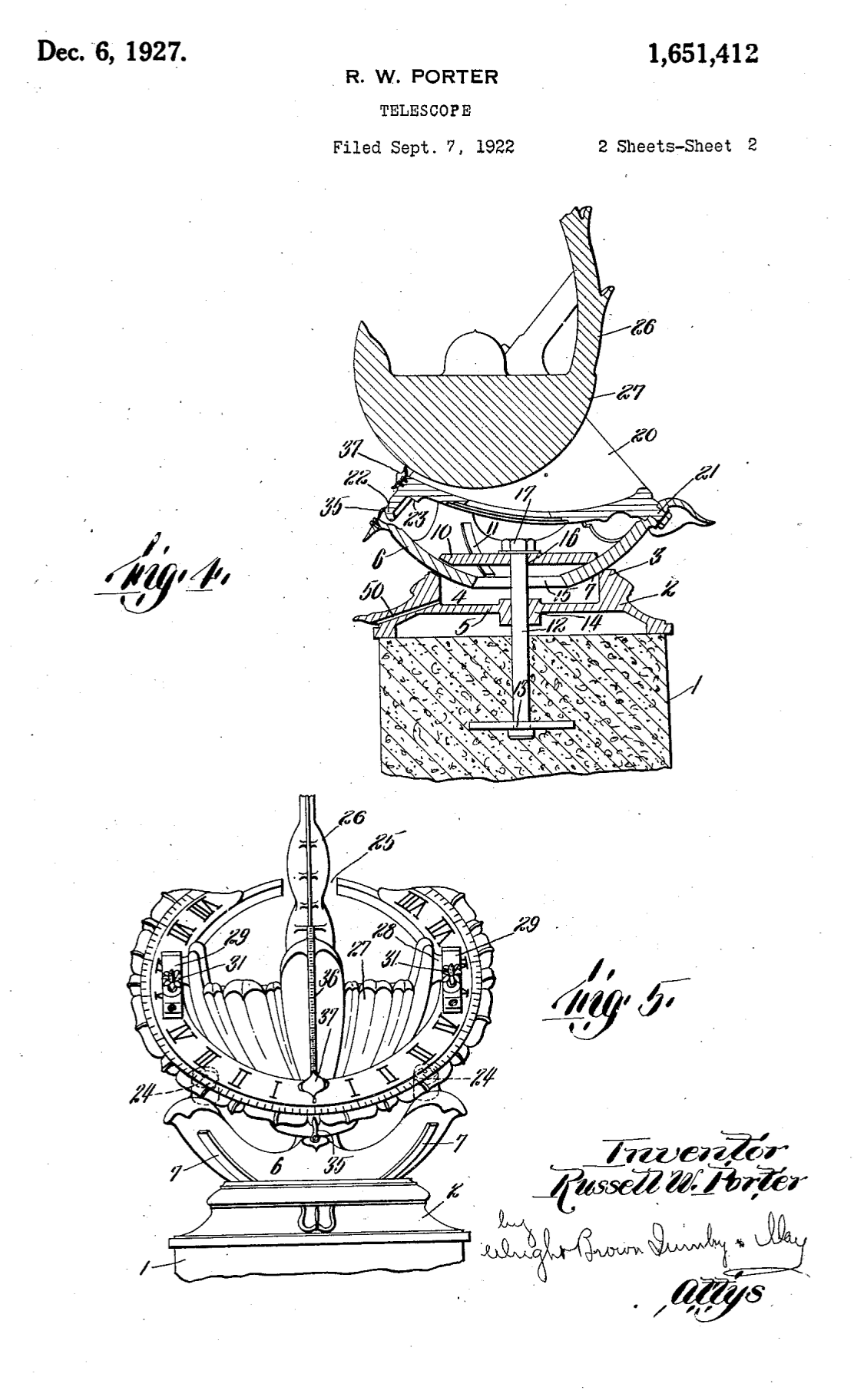
Patente US1651412 (pag.2) de The Porter Garden Telescope (versión telescopio refractor) por Russell W. Porter

Se presentó la solicitud de patente el 25 de enero de 1922 y se le concedió la misma el 25 de septiembre de 1923 bajo n.º US1468973. Sin embargo el modelo final difería de dicha patente en la zona de la base, ya que hubo modificaciones posteriores de diseño que fueron recogidas en una nueva patente para una versión de telescopio refractor. Aunque se presentó la solicitud unos meses después de la primera, 7 de septiembre de 1922, se concedió la misma años más tarde, el 6 de diciembre de 1927 bajo n.º US1651412 pero nunca llegó a fabricarse.
El espejo primario estaba mecanizado por J&L.Mac.Co, con el parabolizado final hecho a mano, y se lograba la superficie especular del vidrio mediante plateado. Se ofrecían a replatearlo a coste de fábrica, aunque afirmaban que no sería necesario hacerlo en años ya que con su lacado soportó pruebas a la intemperie durante el rigor de un invierno de Vermont sin apreciarse deterioro.
El resto de la óptica, prisma y oculares, era suministrada por John A. Brashear Co. La elección de un prisma como elemento secundario era habitual en la época, previa a los primeras ópticas aluminizadas al vacío, y eliminaba la necesidad de mantenimiento de una segunda superficie especular plateada.
Fue comercializado durante un par de años (1923-1924), con publicación de artículos en prensa especializada y anuncios en revistas de decoración y jardín, pero dado que su precio sin pedestal equivalía al de un coche Ford Modelo-T de la época, se saturó el mercado al que estaba orientado con la venta de alrededor de 100 unidades. Otros factores influyentes en la descatalogación del producto fueron: la falta de entendimiento de los clientes del uso de la montura ecuatorial para su uso astronómico, subestimación inicial de los costes de producción (se pasó de un precio de venta de 250$ a 400$) y el propio estilo modernista de la escultura en plena tendencia del estilo art deco.
Años más tarde, en 1936, durante la colaboración de Russell W. Porter en el diseño del Observatorio del Monte Palomar y el Telescopio Hale, el que fue el telescopio efectivo más grande del mundo durante 45 años, solicitó cesión de uso de la patente original a J&L.Mac.Co para poder implementar la montura de tipo herradura en dicho proyecto, obteniéndola sin impedimentos.

## Miscelánea
- El 10 de septiembre de 1923 Russell W. Porter pudo mostrar a sus conocidos el eclipse parcial de sol, usando la función de reloj solar del telescopio y aprovechándose de la ventaja de poder rotar libremente el portaocular para proyectar cómodamente la imagen del sol sobre una cartulina.[2][5]
- El 29 de junio de 1925 un ejemplar sobrevivió al terremoto de Santa Bárbara, demostrando su valía como reloj solar ya que los relojes de cuerda de la época se pararon afectados por el seísmo.[16]
- Exactamente diez años después de su presentación original en la revista Scientific American, se publicó en 1933 en dicha revista un único anuncio en el que se ofrecían ejemplares fabricados por Donald Alden Patch.[17] Don Patch, conocido de Russell W. Porter y miembro de su club de fabricantes de telescopios, ya había realizado anteriormente una montura tipo Springfied a partir de los planos originales de Mr. Porter y pudo tener acceso a moldes del descontinuado telescopio.[18] Se desconoce cuantos pudo hacer o vender, pero se tiene constancia de al menos un posible ejemplar que amalgamaba piezas aparentemente genuinas y partes adaptadas y rediseñadas para obtener un telescopio funcional que recordaba al original.[19]
- El ejemplar con más alta numeración que ha sobrevivido hasta la actualidad y que haya trascendido públicamente es el n.º 54. Está expuesto en Longwood Gardens y fue redescubierto en 2012 bajo las escaleras de un cobertizo.[20]